# Bulbophyllum elassonotum
Bulbophyllum elassonotum är en orkidéart som beskrevs av Victor Samuel Summerhayes. Bulbophyllum elassonotum ingår i släktet Bulbophyllum och familjen orkidéer. Inga underarter finns listade i Catalogue of Life.